# Pfarrkirche Feldkirchen bei Graz

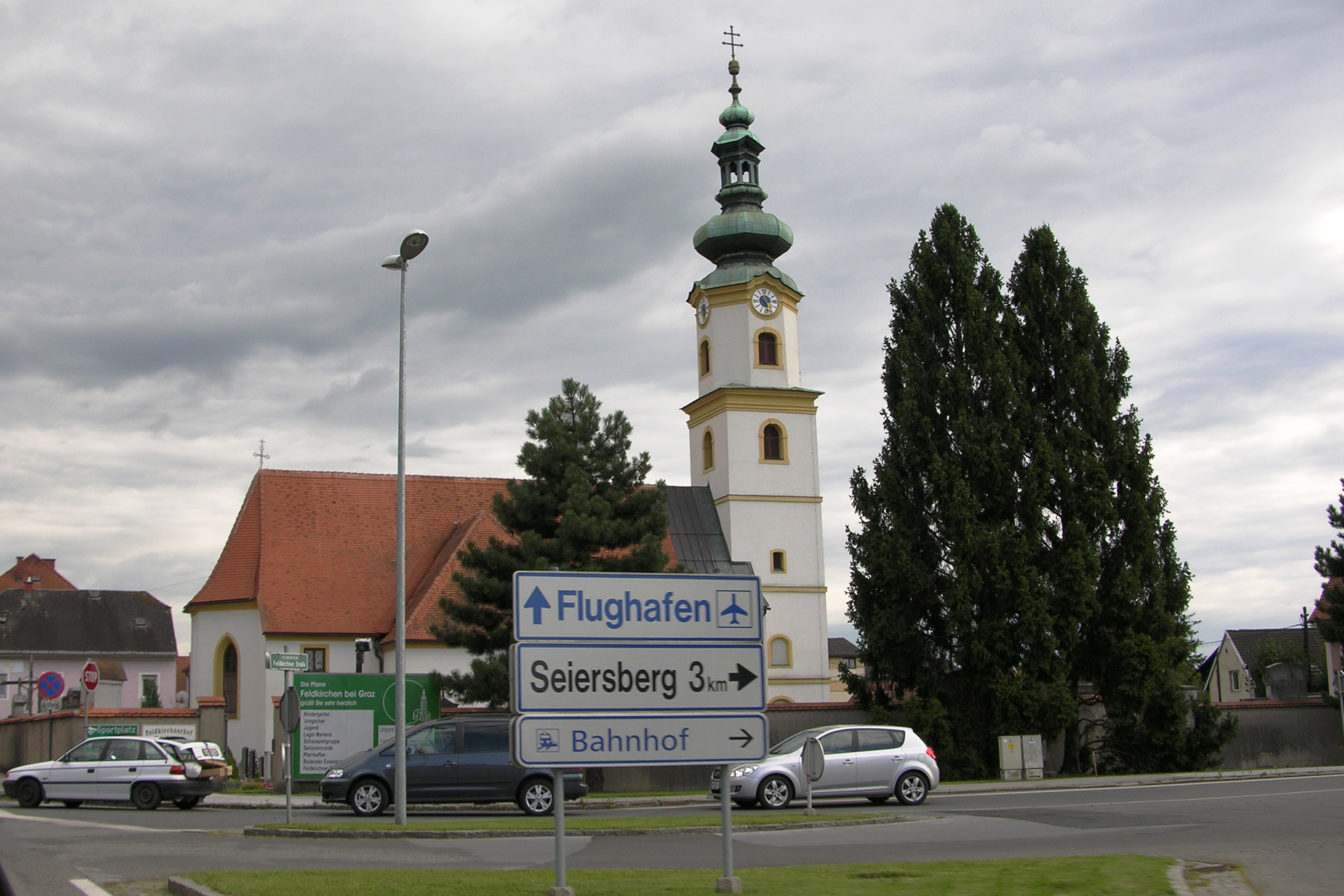
Kath. Pfarrkirche hl. Johannes der Täufer in Feldkirchen bei Graz

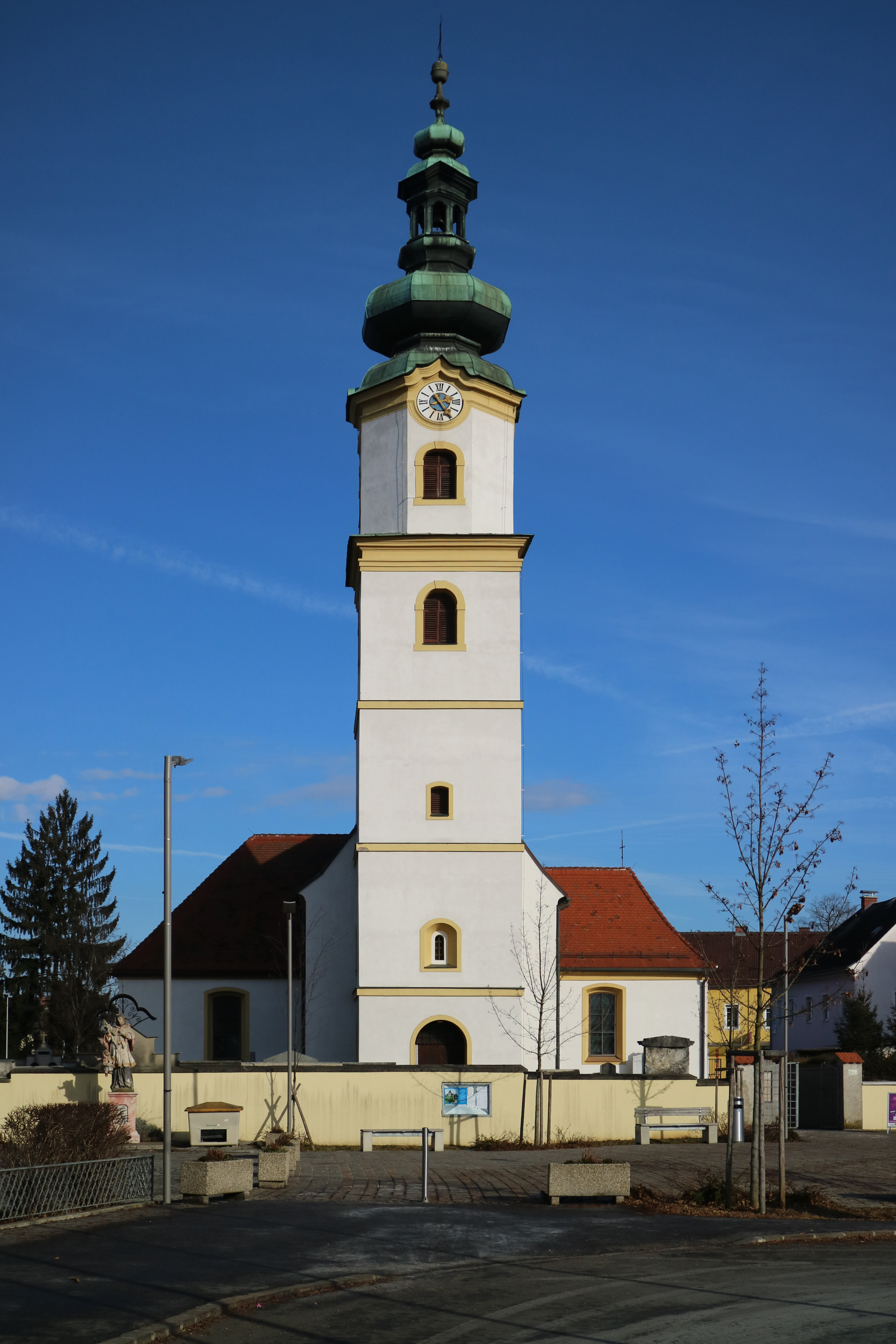
Turm von Westen

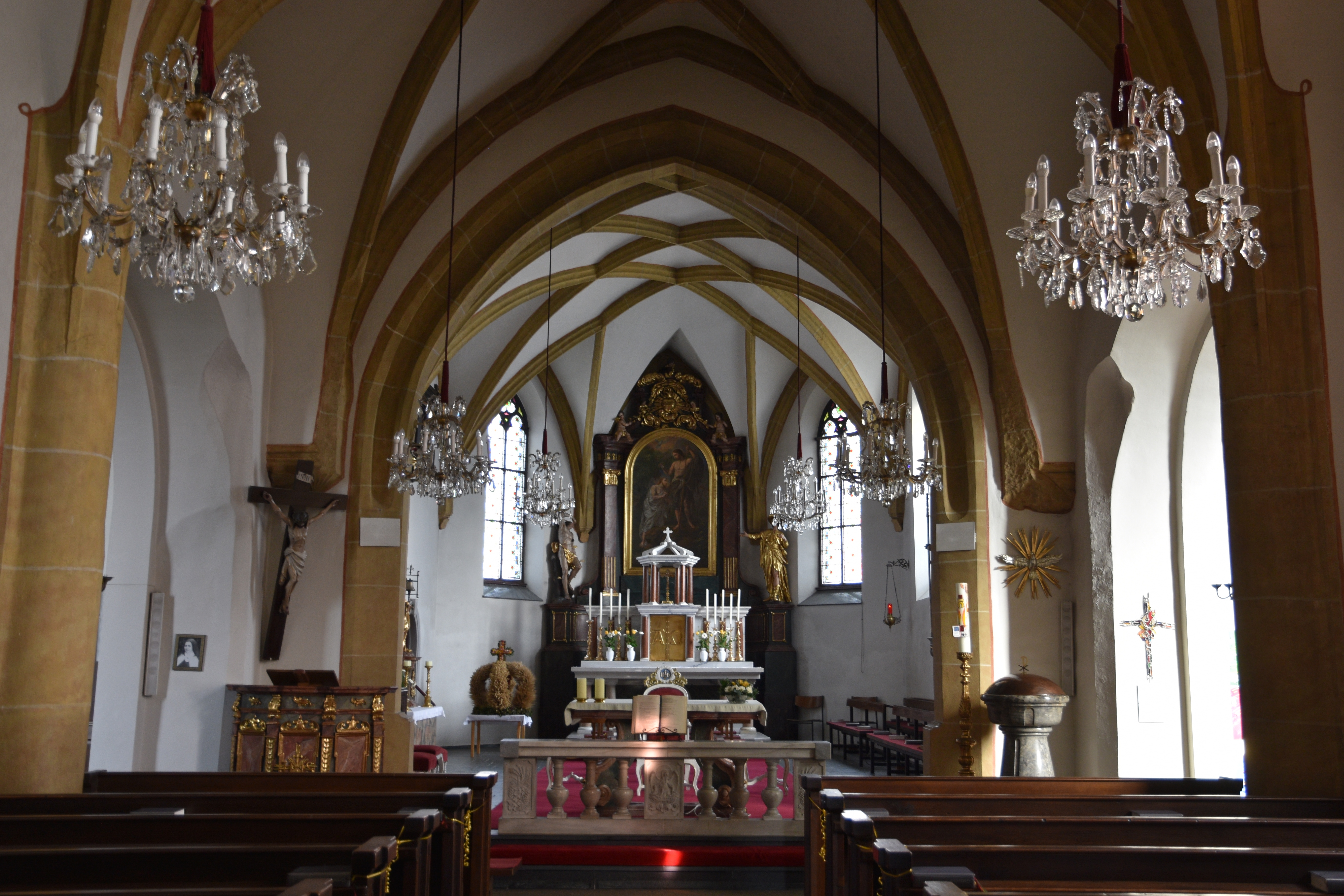
Innenansicht der Kirche

Die römisch-katholische Pfarrkirche Feldkirchen bei Graz steht in der Marktgemeinde Feldkirchen bei Graz im Bezirk Graz-Umgebung in der Steiermark. Die Pfarrkirche hl. Johannes der Täufer gehört zum Dekanat Graz-West der Stadtkirche Graz in der Diözese Graz-Seckau. Die Kirche steht unter Denkmalschutz.

## Geschichte
Die Kirche, erste urkundliche Erwähnung 1144, ist die älteste Pfarrkirche im Grazer Feld. Von 1147 bis 1782 war die Kirche eine Filialkirche der Pfarre Kirche Maria im Elend zu Straßgang. 1532 wurde die Kirche von den Türken niedergebrannt und 1545 neu errichtet. Von 1660 bis 1663 wurde der Turm nach einem Blitzschlag erneuert und erhöht und 1745 mit einem Zwiebelhelm ausgestattet.

## Architektur
Dem dreijochigen Langhaus mit eingezogenem Triumphbogen schließt ein einjochiger spätgotischer Chor mit 5/8-Schluss an. Langhaus und Chor haben ein Netzrippengewölbe. Im Langhaus sind die Schlusssteine in Wappenschildform, im mittleren Joch ist ein Heiliggeistloch. In den Langhauswänden sind romanischen Mauerteile erhalten. Um 1670 wurde seitlich des östlichen Langhausjoches je eine einjochige kreuzgratgewölbte Kapelle angebaut. Der fünfgeschoßige Turm ist westlich des Langhauses leicht in die Fassade hineingestellt. Er hat im zweiten Obergeschoß romanische Fenster. Das oberste Turmgeschoß ist achtseitig, hat ein verkröpftes, geschwungenes Abschlussgesims, und darüber einen reichen Zwiebelhelm mit Laterne. Die barocke, stichkappentonnengewölbte Sakristei ist nördlich des Chores angebaut und hat im Obergeschoß ein Oratorium. Bei der Restaurierung von 1975 bis 1976 wurden beim Bau der Kirche eingebaute Römersteine aus dem 2. Jahrhundert freigelegt und figürliche Römersteine an der Südwand der Kirche frei eingebaut.

## Ausstattung
Der Hochaltar aus dem Ende des 18. Jahrhunderts mit zwei Statuen des heiligen Sebastian und des heiligen Rochus trägt das Altarbild Taufe Christi von Joseph Alexander Wonsidler aus 1846. Es gibt zwei Altäre aus dem Jahr 1735, mit geschnitzten Vorhängen und Baldachinen, den Rosenkranzaltar im Chor und den Maria Immaculataaltar in der nördlichen Seitenkapelle. Der Altar in der südlichen Kapelle ist aus der 2. Hälfte des 18. Jahrhunderts und trägt ein Altarbild Blasius aus dem 1. Drittel des 18. Jahrhunderts. In der Nordkapelle sind Figuren von Hans und Walter Neuböck von 1937, der freistehende Marmortabernakel aus 1934. Bei der Kirchenrestaurierung von 1975 bis 1976 wurde die Kanzel aus dem Ende des 17. Jahrhunderts zerlegt, der Korb wurde zum Ambo, der Schalldeckel zum Volksaltar. Eine lebensgroße Figur des Heiligen Blasius ist urkundlich vom Bildhauer Jakob Peyer von 1758. Es gibt einen barocken Taufstein.
Die neugotische Orgel baute 1892 Matthäus Mauracher.